# بخش ورخنتویمسکی
بخش ورخنتویمسکی (به لاتین: Verkhnetoyemsky District) یک منطقهٔ مسکونی در روسیه است که در استان آرخانگلسک واقع شده‌است.